# Nguyễn Anh Tiến
Nguyễn Anh Tiến (sinh năm 1961) là một thẩm phán người Việt Nam. Ông hiện là Chánh án Tòa án nhân dân cấp cao tại Đà Nẵng, chánh án đầu tiên của tòa án này từ khi nó bắt đầu hoạt động từ ngày 1/6/2015 đến nay. Ông từng là Chánh thanh tra Tòa án nhân dân tối cao, Chánh án Tòa án nhân dân tỉnh Quảng Ngãi, Thẩm phán Tòa án nhân dân tối cao.

## Xuất thân
Ông sinh năm 1961.

## Giáo dục
Ông có bằng cử nhân Luật hệ chuyên tu.

## Sự nghiệp
Ông được bổ nhiệm làm Thẩm phán từ tháng 7 năm 1990.
Ông được bổ nhiệm làm Thẩm phán Tòa án nhân dân tối cao từ tháng 6 năm 1994.
Ngày 18 tháng 8 năm 2009, ông được Chánh án Tòa án nhân dân tối cao Trương Hòa Bình bổ nhiệm, điều động làm Thẩm phán, giữ chức vụ Chánh án Tòa án nhân dân tỉnh Quảng Ngãi nhiệm kì từ năm 2009 đến năm 2014 (Quyết định số 1261/QĐ-TCCB).
Từ tháng 3 năm 2013, ông được chuyển về Tòa án nhân dân tối cao làm Trưởng Ban Thanh tra Tòa án nhân dân tối cao (Chánh Thanh tra Tòa án nhân dân tối cao).
Chiều ngày 20 tháng 2 năm 2014, ông là một trong ba người được Chánh án Tòa án nhân dân tối cao Trương Hòa Bình đề cử làm thành viên Hội đồng Thẩm phán Tòa án nhân dân tối cao (hai người kia là Lý Khánh Hồng và Lê Văn Minh), nhưng bị Ủy ban Tư pháp của Quốc hội bác với lí do ông chưa phải là Thẩm phán Tòa án nhân dân tối cao đã được Quốc hội phê chuẩn.
Ngày 1 tháng 6 năm 2015, ông được bổ nhiệm làm Chánh án Tòa án nhân dân cấp cao tại Đà Nẵng (tòa mới được thành lập trên cơ sở Tòa phúc thẩm Tòa án nhân dân tối cao).